# Ledinhan
Ledinhan (occità) o Lédignan (oficialment i en francès) és un municipi francès situat al departament del Gard i a la regió d'Occitània.